# Ajn Szib
Ajn Szib (arab. عين شيب) – miejscowość w Syrii, w muhafazie Idlib. W 2004 roku liczyła 2415 mieszkańców.